# Ácido homoisocítrico
El ácido homoisocítrico es un isómero del ácido homocítrico en el cual el grupo hidroxilo se encuentra en la posición número 2. Es un intermediario en la vía del α-aminoadipato para la biosíntesis de lisina, vía en la cual es producido por la homoisocitrato hidroliasa (EC 4.2.1.36), y donde funge como sustrato para la homoisocitrato deshidrogenasa (EC 1.1.1.87/EC 1.1.1.86).